# St. Nikolaus und Stephanus (Eggenfelden)

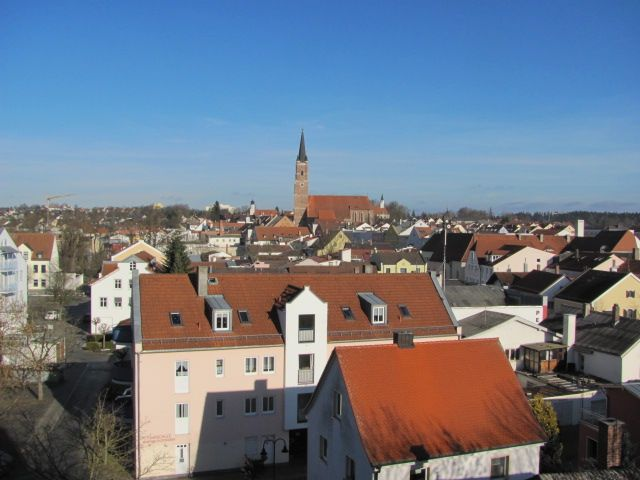
Pfarrkirche St. Nikolaus und St. Stephanus über der Altstadt von Eggenfelden

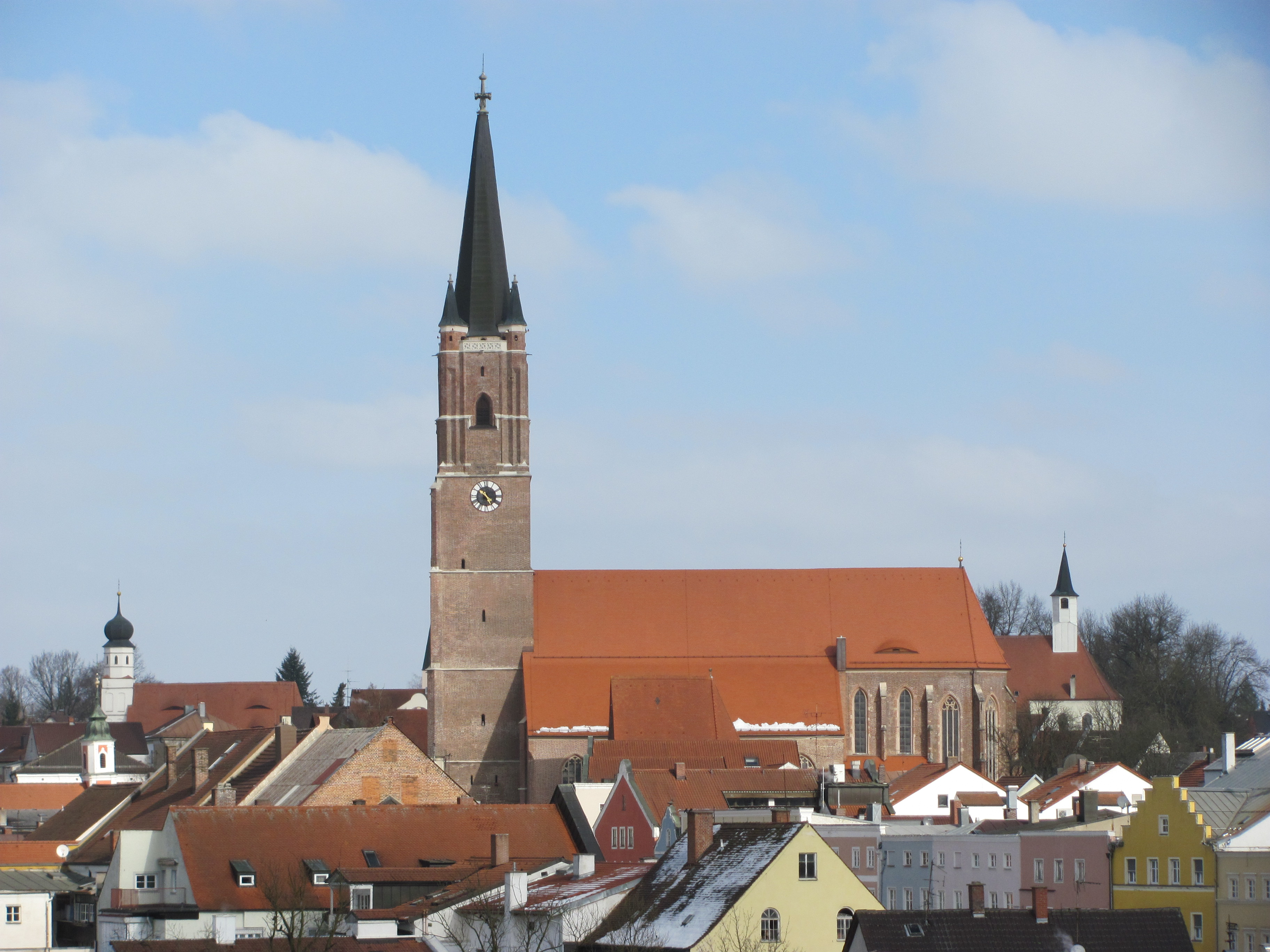
Ansicht von Süden

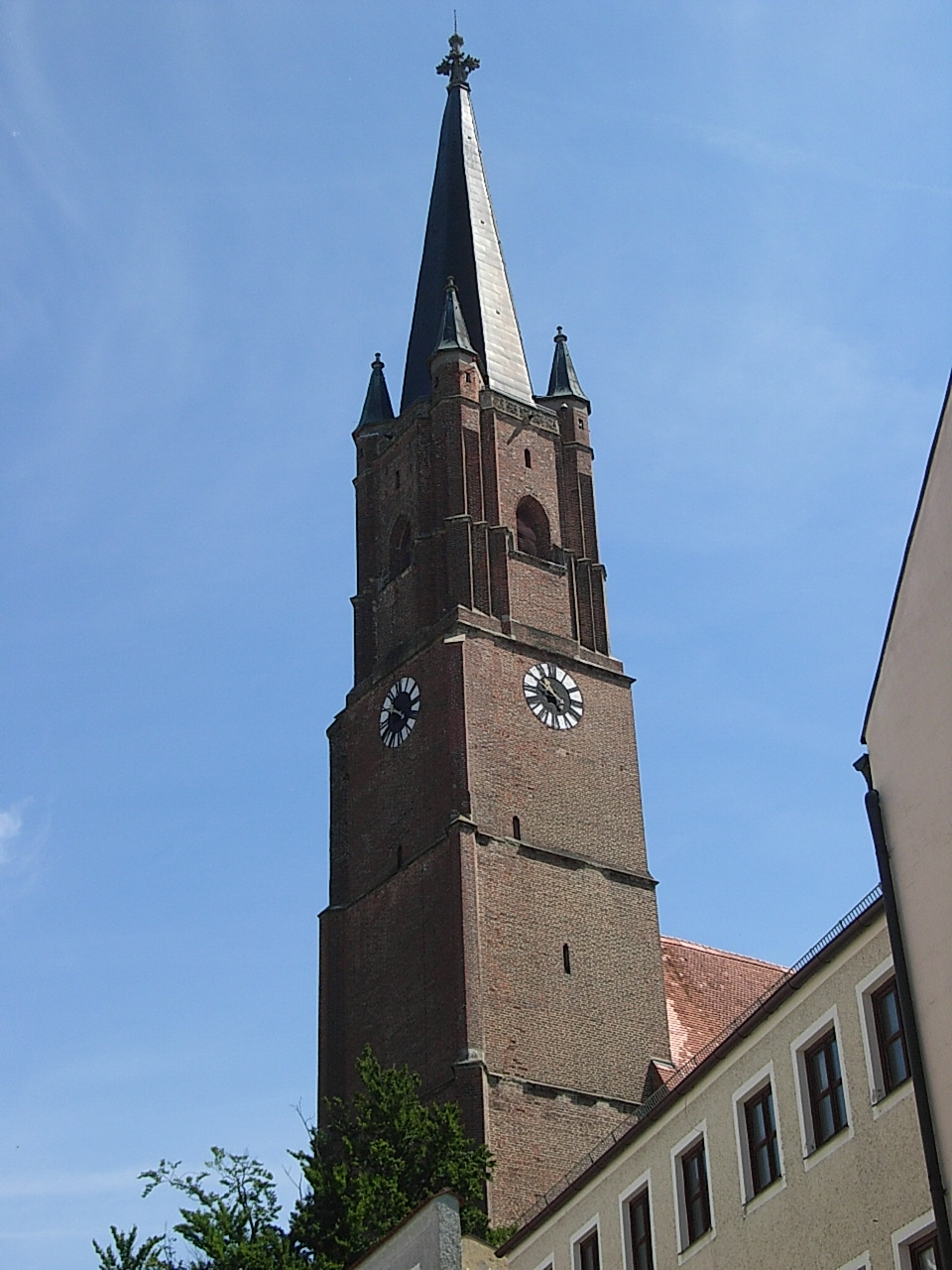
Der Turm der Stadtpfarrkirche

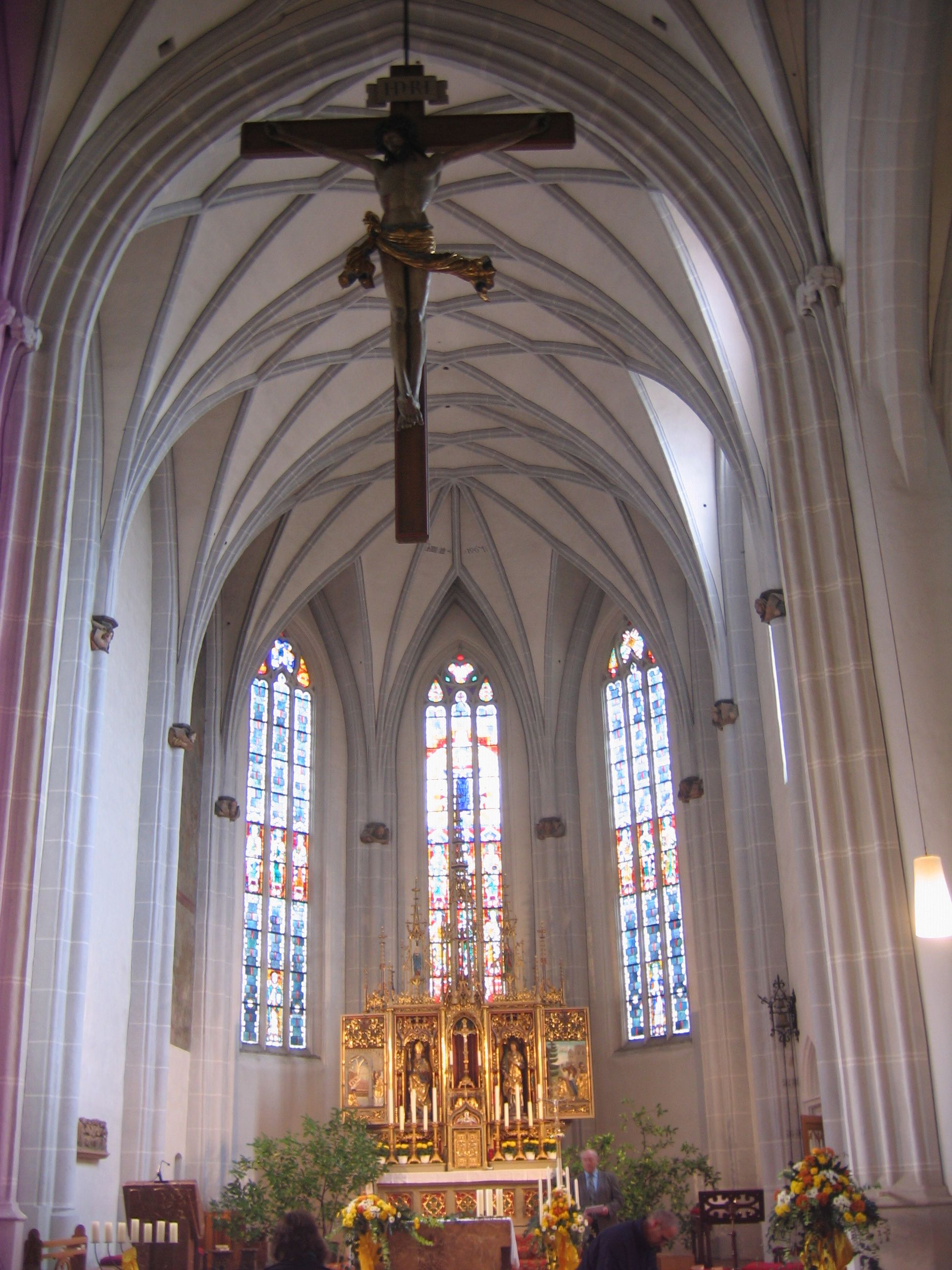
Innenansicht

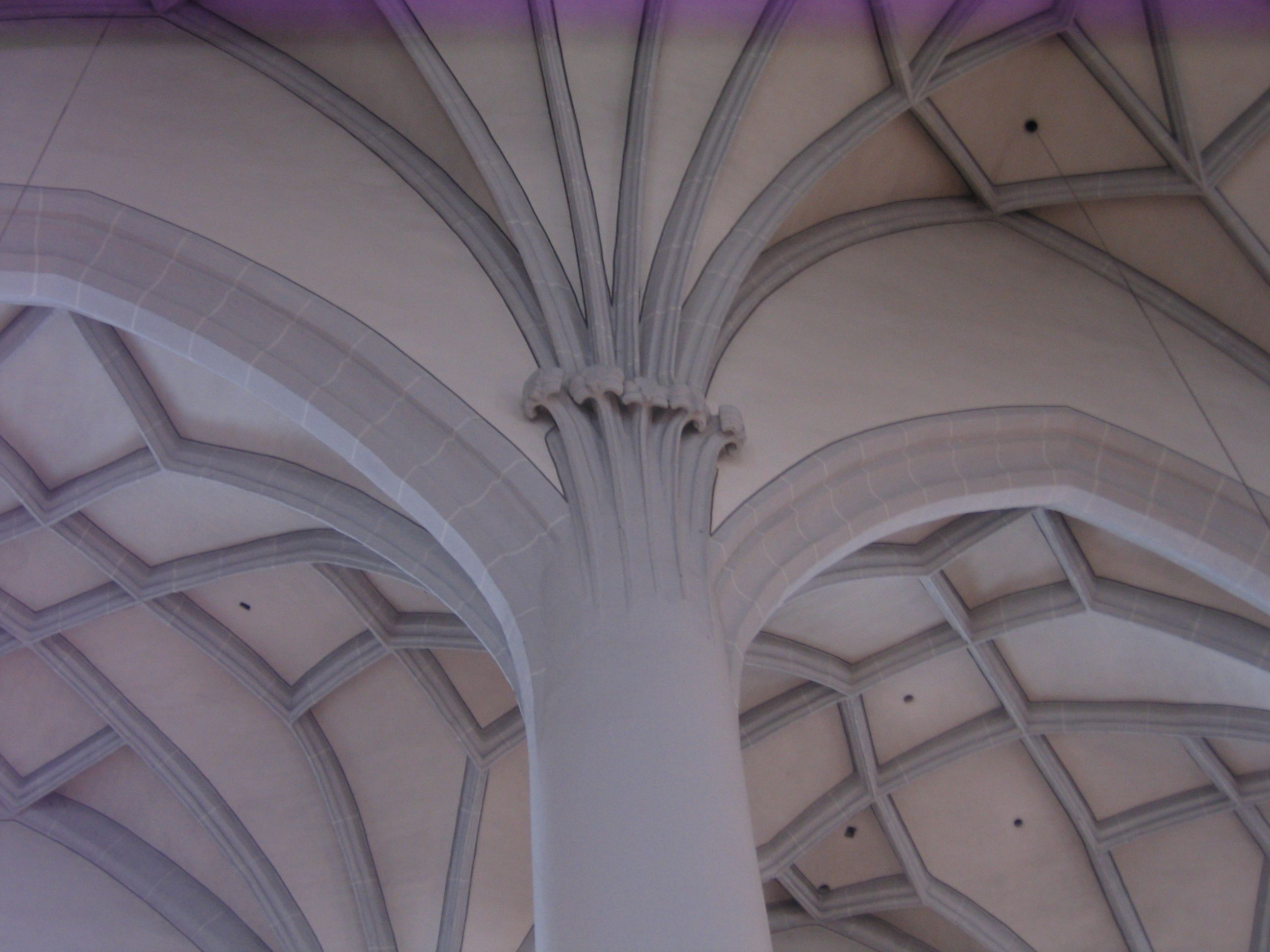
Ungewöhnliche gotische Kapitelform

Sankt Nikolaus und Stephanus ist der Name der römisch-katholischen Pfarrkirche bzw. Stadtkirche von Eggenfelden. Sie ist eine der großen gotischen Kirchen in Niederbayern.

## Geschichte
Die Pfarrei Eggenfelden ist zwischen der Mitte des 12. und 13. Jahrhunderts entstanden und vermutlich aus Randstücken umliegender Ur- und Mutterpfarreien zusammengefügt worden. Ein erster Pfarrer namens „hainric“ wird 1254 erwähnt. Der romanische Vorgängerbau der heutigen Kirche konnte 1996 archäologisch nachgewiesen werden.
Nachdem die Wittelsbacher 1258 Herren im Rottal geworden waren, schenkten sie 1287 ihre Pfarrei dem Kollegiatstift Altötting. Die kirchliche Bestätigung dieser Schenkung dauerte aber noch bis in das Jahr 1402. Sie fällt also ungefähr mit dem Beginn des imposanten gotischen Kirchenbaus zusammen. Altötting entsandte nun für 400 Jahre die Pfarrer nach Eggenfelden.
1806 ging das Patronat auf den König von Bayern über, 1918 an den Freistaat Bayern und 1924 an den Bischof.
Die Pfarrei gehört zur Diözese Regensburg.

## Gebäude
Die Pfarrkirche ist ein einheitlich errichtete Staffelhalle des 15. Jahrhunderts im Stil der späten Gotik. Der Baubeginn fand vermutlich kurz nach 1400 statt. Als Baumeister wird Stephan Krumenauer vermutet. Um 1435 muss die Bauplanung geändert worden sein. Die ursprünglich geplante Dreischiffigkeit wurde zu einer scheinbaren Fünfschiffigkeit erweitert. Zwischen die bereits stehenden Strebepfeiler wurden Seitenkapellen eingesetzt und die Strebepfeiler zu deren Wänden verwendet. Mit diesen Seitenkapellen dürfte einer Forderung der Zünfte entsprochen worden sein, die eigene Kapellen wollten und einen erheblichen Beitrag für den Bau der Kirche leisteten. 1444 wurde eine erste Weihe vollzogen. Das Einziehen der ausgeprägten spätgotischen Gewölbe, die ungewöhnlich reiche Rippenfigurationen aufweisen, zog sich im Chor bis 1465, im Langhaus bis 1488 und im Turm bis 1489 hin. Hier befindet sich auch die Eingangshalle. Der 77 Meter hohe Turm wurde erst 1519 fertiggestellt. Er war bis 1879 mit einem Brandwächter besetzt.
Das Hauptbaumaterial ist Backstein. Die reiche Ausstattung der Kirche ist auch darauf zurückzuführen, dass ihre Bauzeit in den Jahrzehnten der Regierung lag, in denen im Herzogtum Bayern-Landshut die „reichen Herzöge“ regierten. Diese Regierungszeit war geprägt durch wirtschaftlichen Aufschwung, die auch das reiche Kunstschaffen in ihrem Land förderte.
Im Laufe der Zeit wurden an dem Kirchengebäude und seiner Ausstattung kleine Veränderungen vorgenommen. Diese wurden in der zweiten Hälfte des 19. Jahrhunderts „im ächten gotischen Style“ überarbeitet. So entstammt auch der Hochaltar der Neugotik. Dieser zeigt aber auch originale gotische Elemente. 1928 wurde ein Teil der Ausmalung des Chores, die in der Barockzeit übermalt worden war, wieder freigelegt. Die drei Hauptfenster des Chores wurden 1969/70 von Robert Rabold geschaffen.

## Ausstattung
Die Kirche war zunächst reichhaltig im gotischen Stil ausgestattet. Ab 1685 wurde diese durch eine barocke Ausstattung ersetzt, die wiederum im Zuge der Regotisierung ab 1861 weitgehend entfernt wurde. Es blieben nur ein paar Tafelbilder und die beiden Büsten der Heiligen Petrus und Paulus zurück, bei denen es sich um Schnitzwerke von Johann Christoph Bendl handelt.
Erhalten sind ferner einige gotische Figuren und Reliefs, die zum Teil in die neugotische Ausstattung integriert sind. Dazu zählen u. a. die Gruppe „Maria Krönung“, die um 1480 entstand und dem Künstler Heinrich Helmschrot (Landshut) zugeschrieben wird, sowie die Gruppe „Christus und die zwölf Apostel“, das um 1525 von Mathäus Kriniß (Mühldorf) geschaffen wurde. Beachtenswert sind auch die Figuren der beiden Kirchenpatrone im neugotischen Hochaltar, die um 1530 von einem unbekannten Meister gefertigt wurden, sowie das Chorbogenkreuz, das um 1520 geschaffen wurde. Die heutige, neugotische Altarausstattung wurde von Johann Paul Weiß (Landshut) entworfen, der Hochaltar wurde von Johann Schuler (Landshut) geschaffen. Die Grabplatten für den Kaplan Urban Strach († 1499) und die für den herzoglichen Kastner Veit Herberger und dessen Gemahlin sind von dem Burghauser Steinmetz Franz Sickinger.

### Orgel

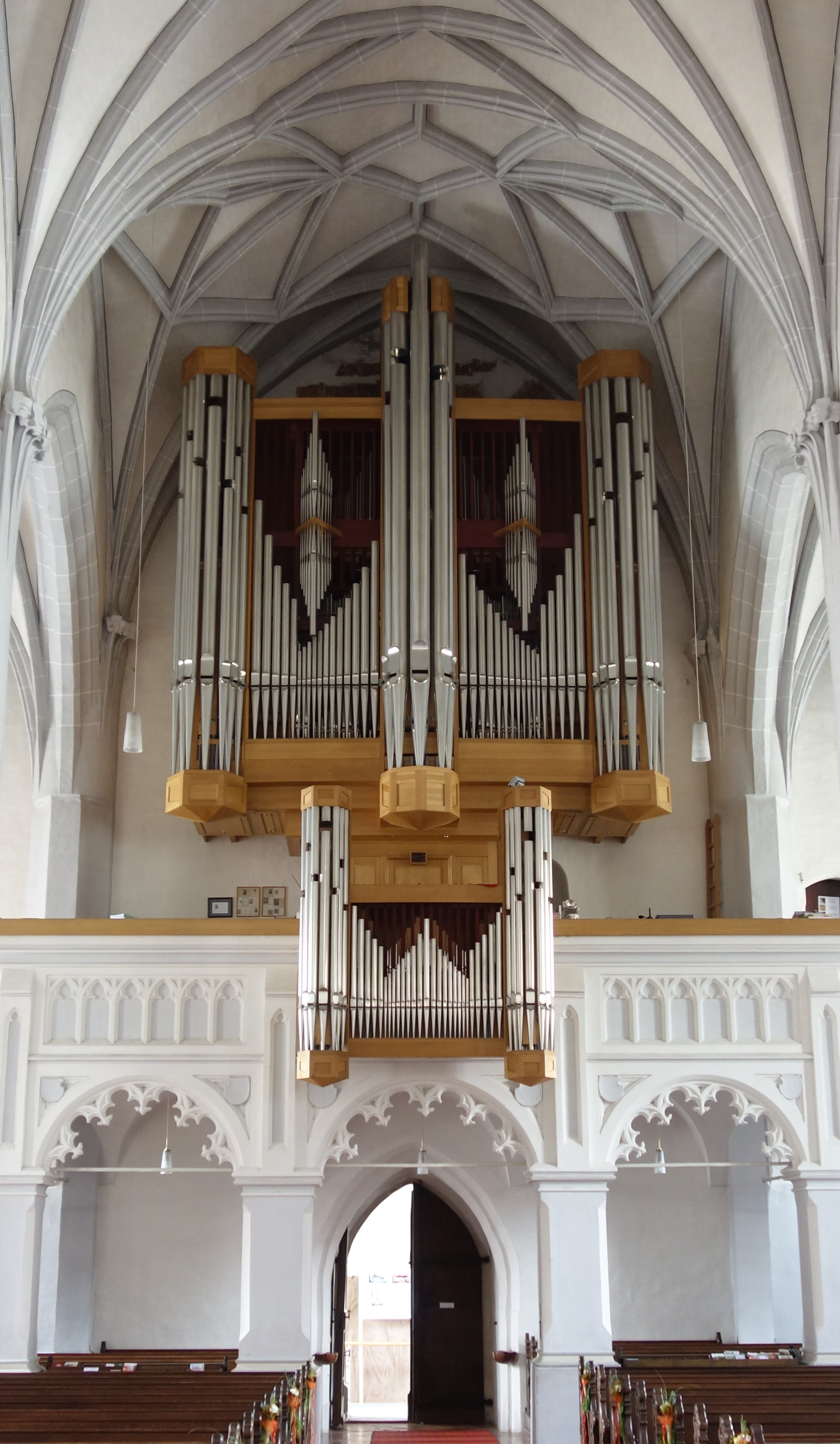
Die Klais-Orgel

Die erste Orgel wurde wohl bereits um das Jahr 1500 erbaut. Es befand sich wahrscheinlich auf einer hölzernen Schwalbennest-Empore an der Westwand. Auch das Folgeinstrument aus dem 17. Jahrhundert wurde dort erbaut. Nachdem Mitte des 19. Jahrhunderts die neue Westempore eingebaut worden war, wurde das Instrument umgestellt und erweitert. 1907 wurde ein neues Instrument durch die Firma Steinmeyer in einem neugotischen Gehäuse aufgestellt, das wiederum 1948 durch eine dreimanualige Orgel der Firma Michael Weise mit 45 Registern ersetzt wurde. Die heutige Orgel wurde 1997 durch die Firma Johannes Klais Orgelbau aus Bonn erbaut. Das Instrument umfasst insgesamt 44 Register auf drei Manualen und Pedal. Die Spieltrakturen sind mechanisch, die Registertrakturen elektrisch. Die Disposition lautet wie folgt:
| I Rückpositiv C–g |                 |       |
| 1.                | Praestant       | 8′    |
| 2.                | Copula          | 8′    |
| 3.                | Flaut travers   | 8′    |
| 4.                | Principal       | 4′    |
| 5.                | Rohrflöte       | 4′    |
| 6.                | Octave          | 2′    |
| 7.                | Quinte          | 1 ⁄3′ |
| 8.                | Sesquialtera II | 2 ⁄3′ |
| 9.                | Scharff IV      | 1′    |
| 10.               | Cromhorn        | 8′    |

| II Hauptwerk C–g3 |             |       |
| 11.               | Bordun      | 16′   |
| 12.               | Principal   | 8′    |
| 13.               | Salicional  | 8′    |
| 14.               | Rohrflöte   | 8′    |
| 15.               | Octave      | 4′    |
| 16.               | Waldflöte   | 4′    |
| 17.               | Quinte      | 2 ⁄3′ |
| 18.               | Superoctave | 2′    |
| 19.               | Cornet V    | 8′    |
| 20.               | Mixtur IV   | 2′    |
| 21.               | Cymbel III  | 2⁄3′  |
| 22.               | Trompete    | 16′   |
| 23.               | Trompette   | 8′    |

| III Schwellwerk C–g3 |                      |        |
| 24.                  | Holzflöte            | 8′     |
| 25.                  | Viola da Gamba       | 8′     |
| 26.                  | Vox coelestis        | 8′     |
| 27.                  | Principal            | 4′     |
| 28.                  | Querflöte            | 4′     |
| 29.                  | Nasard               | 2 ⁄3′  |
| 30.                  | Flageolet            | 2′     |
| 31.                  | Terz                 | 1 3⁄5′ |
| 32.                  | Acuta IV-V           | 2′     |
| 33.                  | Trompette harmonique | 8′     |
| 34.                  | Hautbois             | 8′     |
| 35.                  | Clairon              | 4′     |

| Pedal C–f1 |             |         |
| 36.        | Principal   | 16′     |
| 37.        | Subbass     | 16′     |
| 38.        | Quinte      | 10 2⁄3′ |
| 39.        | Octavbass   | 8′      |
| 40.        | Gedackt     | 8′      |
| 41.        | Superoctave | 4′      |
| 42.        | Mixtur IV   | 2 ⁄3′   |
| 43.        | Bombarde    | 16′     |
| 44.        | Posaune     | 8′      |

- Koppeln: I/II, I/III, II/III, I/P, II/P, III/P